# Майнс, Хольгер
Хольгер Клаус Майнс (нем. Holger Klaus Meins, 26 октября 1941, Гамбург — 9 ноября 1974, Виттлих) — немецкий студент-кинематографист, присоединившийся к Фракции Красной Армии (RAF) в начале 1970-х. Скончался во время голодовки в тюрьме.

## Террористическая деятельность
Майнс являлся одним из лидеров Фракции Красной Армии.
Он принимал участие в разработке гранат, которые могли быть помещены под женское платье, таким образом создавая впечатление, что женщина беременна, тем самым облегчая перенос бомбы.
1 июня 1972 года Майнс, Андреас Баадер и Ян-Карл Распе отправились проверить гараж во Франкфурте-на-Майне на сохранность материалов для изготовления бомб. Однако полиция получила наводку и ожидала их. Майнс и Баадер вошли в гараж и сразу же были окружены. Полицейские блокировали выход в гараж и забросили гранату слезоточивого газа через заднее окно, однако Баадер просто выбросил гранату обратно. В результате перестрелки Баадер был ранен в ногу и сдался, Майнс последовал его примеру. Все трое, включая Распе, были арестованы.
В тюрьме Майнс вместе с другими осужденными членами РАФ организовал серию голодовок против тюремных властей. Умер вследствие одной из них 9 ноября 1974.
Имея рост в 183 см, он на момент смерти весил менее 39 кг. Считалось, что нетюремным врачам было запрещено проверять Майнса во время голодовки, хотя в тюрьме ему была рекомендована транспортировка в реанимацию.

## После смерти
Смерть Майнса послужила причиной множества маршей протеста по всей Европе, большинство из которых закончились столкновениями с полицией.
Его смерть ещё более усилила активность членов РАФ: водитель Жан-Поля Сартра, а впоследствии также террорист, Ханс-Йоахим Кляйн утверждал, что носил фотографию Хольгера Майнса со вскрытия, чтобы укрепить свою ненависть к западногерманской фашистской системе.
Группа РАФ, совершившая захват западногерманского посольства в Стокгольме в 1975 году, была названа его именем.

## Кинематограф
«Комплекс Баадера — Майнхоф» — немецкий художественный фильм о Фракции Красной Армии. Премьера фильма состоялась 18 сентября 2008 года. Режиссёр — Ули Эдель. В роли Майнса — немецко-хорватский актёр Стипе Эрцег.